# Limnoria tripunctata
Limnoria tripunctata är en kräftdjursart som beskrevs av Menzies. Limnoria tripunctata ingår i släktet Limnoria och familjen borrgråsuggor. Inga underarter finns listade i Catalogue of Life.